# Nothberger Hof

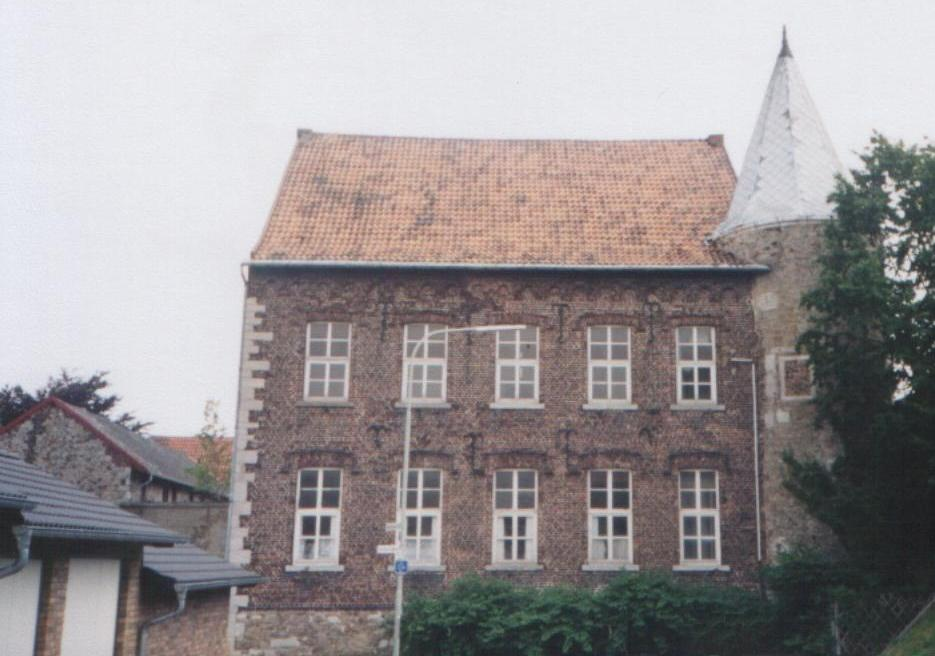
Westansicht

Der Nothberger Hof ist ein Hof im Eschweiler Stadtteil Nothberg in der „Hofstraße“; früher nach der Familie (von) Meuthen auch Meuthenshof genannt. Der Hof hat auch kurz durch Heiratsverknüpfung Da(h)menshof geheißen nach der Aachener Familie Damen.
Korrigiert werden muss im Rahmen der Darstellung der Pfarrgeschichte Nothbergs eine tradierte Fehlinterpretation eines Eintrags aus dem „Liber valoris“ (14. Jahrhundert), der auf das 19. Jahrhundert zurückgeht und nach dem der Hof dem Grafen Udo von Limburg zugeschrieben wurde. Die parallelen Einträge 'Udelinberg' und 'Walramsberg' finden sich nur in einer Druckversion des „Liber Valoris“, nicht im Original. Im Original sind ‚Udelinberg‘ und ‚Frelenberg‘ (Renard/Binterim & Mooren)/Oediger einander zugeordnet und beziehen sich auf den Ortsteil Frelenberg in Übach-Palenberg; es gab offensichtlich einen Lesefehler: Fresenberg ist eine uralte Flurbezeichnung für den heutigen Kirchberg in Nothberg. ‚Walramsberg‘ bezieht sich eindeutig auf Nothberg, ist aber nur aus anderen Quellen (z. B. Pfarrvisitation im 16. Jahrhundert) für Nothberg bekannt. ‚Walramsberg‘ ist damit nachgewiesen als alleiniger ursprünglicher Name des Burgfleckens Berg oberhalb der Inde (Nothberg). Insofern müssen auch entsprechende Erläuterungen zum in diesem Zusammenhang unbegründet vergebenen Straßennamen „Udelinberg“ (auf der Seite der Stadt Eschweiler und auf Schildern am Nothberger Hof) als nicht zutreffend gelten. Auch die ohne jeglichen Quellenbezug entstandene Meinung, dass der Hof älter sei als die Nothberger Burg, lässt sich auf diesen Irrtum zurückführen und somit nicht halten, denn mit dem Namen ‚Walramsberg‘ für den Ort ‚Berge op der Inde‘, später Nothberg genannt, ist anzunehmen, dass die Burg zurückgeht auf die Limburger Grafen mit Namen Walramus in der Zeit, als unter ihrer Herrschaft Jülich zum Herzogtum wurde. Der erste bekannte Besitzer der Burg Nothberg war nach eindeutiger Quellenlage Edmund von Engelsdorf, der im Jahre 1361 vom Jülicher Herzog Willhelm II. mit der Burg belehnt wurde, der die Burg an Werner von Palandt verpfändete, der sie 1433 seinem Sohn Johann überließ. Die Burg war Gegenstand der Palandtschen Teilung am 24. Juli 1456 und gehörte den Von Palandts, Johann II. – Johann VI. Davon sehr früh schon losgelöst war der Nothberger Hof – entstanden vielleicht als Meierhof der Burg.
1546 wird Johann von Meuthen vom Herzog von Jülich mit dem Nothberger Hof belehnt, sodass er von diesem Moment an erst „Meuthenshof“ und später durch Heiratsverknüpfungen „Dahmenshof“ genannt wurde. Der Hof wird zwar nicht als Appendix der Burg bezeichnet, aber es gibt auch keine umgekehrte Darstellung. Wenn das eine nicht am anderen ‚anklebig‘ war, dann spricht diese Selbstständigkeit des herzoglichen Lehens und der Gerechtsame dafür, dass nicht die Burg sich vom Hof, sondern der Hof von der Burg gelöst hat – oder, dass beide unabhängig voneinander gegründet wurden, was auch möglich ist. Die Auseinandersetzung um die Wasserrechte kulminiert in späterer Zeit noch einmal, und zwar zwischen den Katterbachs auf der Knippmühle und den Besitzern des Nothberger Hofes. In zwei aufeinander folgenden Vergleichen am 25. Oktober 1845 und am 11. Juni 1846 einigt man sich am Ende eines Prozesses darauf, dass aus dem oberen Mühlenteich wie bisher geschehen zumindest an Sonntagen so viel Wasser (mittels eines Holzbettkanals entlang der heutige Hohe Straße, den Zeitzeugen wie Franz-Joseph Hilgers und Laienhistoriker Zeno Prickartz als Kinder noch gesehen haben) zum Nothberger Hof geführt wird, bis dessen Viehtränke jeweils voll ist. Dieses Dokument ist ein später Beleg für die Zugehörigkeit des Hofes zur Burg, denn dieses Recht entstammt nicht einer Almendebestimmung, sondern den alten von den Burgbesitzern weitergegebenen lehensbezogenen Regelungen hinsichtlich der Wassergerechtsamen. Die Mühlen auf der Knippmühle gehörten zum Lehen der Burg.
Die letzten Besitzer, die den Nothberger Hof landwirtschaftlich genutzt haben, waren die Familien Heinrich Savelberg ab 1903 und Familie Pascal Savelberg von 1929 bis 1980. Heute wird der Hof als private Wohnanlage genutzt. Das Herrenhaus steht unter Denkmalschutz.

## Geschichte
Der Meuthenhof oder Meuthenshof war nach der Auffassung einiger ehedem der ‚Kirchenhof‘ in Nothberg, was aber nicht belegt ist. Am 27. August 1691 verbrannte der Vorhof durch „französischen Mordbrandt“ mit allen eingescheuerten Feldfrüchten nieder. Die Gebrüder Johann Peter von Meuthen und Johann Wilhelm von Meuthen, Vogt des Amtes Wilhelmstein, unterzeichneten nunmehr einen Vertrag: Mit Wissen und Bewilligung ihres Vaters Johann Wilhelm von Meuthen, „welcher indisponiert am Leib ist und großen Schaden durch die Franzosen erlitten hatte“, wollten sie 1692 den Vorhof wieder aufbauen. Gleichzeitig vereinbarten sie, dass die Besitzverhältnisse im Vorhof des elterlichen Guts nun geregelt werden sollten. Johann Peter war der älteste der Brüder und noch unverheiratet. Sein Bruder Johann Wilhelm war verheiratet und hatte schon vier Söhne. Johann Peter übertrug darum seinen Anteil am Nothberger Haus und Hof mit „anklebendem“ Bongart, Weiern, Braukessel und im Gelände aufstehenden Manngut, das die Buschgerechtigkeit im Nothberger Busch besaß, wie es nun „jetzo in Nothberg oberwehnter Maaßen verbrannt“, für 300 Reichsthaler an seinen Bruder Johann Wilhelm, seine Frau, seine Kinder und Nachkommen. Das Geld, oder andere „Erbmittel“ (in diesem Falle noch 20 Reichsthaler Verzichtsgeld zusätzlich) im gleichen Werte von 300 Reichsthaler könnten Johann Wilhelm und seine Frau Regina von Speckhewer in drei Jahresraten bezahlen, jedes Mal zu dem üblichen Zins. Im Vertrag wurde daran erinnert, dass der Vater und die schon verstorbene Mutter auf der einen mit ihrem verstorbenen Bruder Reinhard Wilhelm von Meuthen, Vogt zu Millen, auf der anderen Seite 1663 über diesen Vorhof und dessen Zubehör einen Kaufzettel „aufrichten“ sollten und das ganze eben genannte, nun durch Brand zerstörte, für 450 Reichsthaler erhielten.
Ein alter Paramentenschrank in der Sakristei von St. Cäcilia Nothberg zeigt das Wappen derer von Speckheuer (Aachen) und das Wappen der Familie von Meuthen. Stifter des Paramentenschrankes sind somit höchst wahrscheinlich das Ehepaar Johann Wilhelm von Meuthen und Regina von Speckhewer aus Anlass eines besonderen Ereignisses, wohl eher zu ihrer silbernen oder goldenen Hochzeit als zur grünen, also eher zwischen 1710 oder 1740 als um 1690.